# João Paulo (cantor)
José Henrique dos Reis (Brotas, 28 de julho de 1960 — Franco da Rocha, 12 de setembro de 1997), mais conhecido como João Paulo, foi um cantor e compositor brasileiro, que integrou com o amigo Daniel a dupla sertaneja João Paulo & Daniel.

## Biografia
José Henrique dos Reis era filho de Henrique Neri dos Reis e Faraildes dos Reis, teve uma infância humilde e chegou a trabalhar como pedreiro e carpinteiro. Em 1980, junto com Daniel (José Daniel Camillo) começaram a carreira na cidade de Brotas, interior de São Paulo, adotando seu nome artístico de João Paulo em busca do sucesso em um segmento que ainda sofria muitos preconceitos. Separadamente, eles já possuíam alguma experiência: João Paulo formava com o irmão mais velho Francisco a dupla Neri e Nerinho e Daniel tocava e cantava em rodas de viola e festivais desde os 5 anos.
O curioso da história da dupla é que os dois eram rivais nas apresentações que faziam em circos, praças e festivais. João Paulo cuidava do gado nas fazendas do pai de Daniel enquanto cantava com o irmão. Mas essa dupla não foi muito longe. Logo os dois amigos estavam cantando juntos, primeiro como José Neri e Daniel, com o objetivo de gravar um disco, o que aconteceu pela gravadora Continental (Chantecler). Estava pronto Amor Sempre Amor, lançado em 1985.
A partir daí, a dupla já como João Paulo e Daniel começou uma busca intensa e incessante pelo sucesso, divulgando o trabalho nas rádios e nas cidades do interior paulista. Porém o mercado fonográfico nacional só começou mesmo a aceitar a dupla, que sofreu inclusive o preconceito racial, em 1992.
Em 1996, com o lançamento de João Paulo & Daniel Vol. 7, a dupla finalmente se consagrou. O CD trazia a canção romântica "Estou Apaixonado", versão para "Estoy Enamorado", de Donato & Estefano, que fez muito sucesso nas emissoras de rádio e na televisão, tendo sido tema da novela Explode Coração, da TV Globo. Outra canção da dupla entrou na trilha sonora da novela O Rei do Gado, a toada caipira "Pirilume".

## Morte
Em 12 de setembro de 1997, João Paulo voltava para Brotas, onde morava, depois de um show realizado em São Caetano do Sul junto de seu amigo e segurança Paulo César Pavarini, dirigindo pela Rodovia dos Bandeirantes. Por volta de 2h30 da madrugada, no quilômetro 40,5 em Franco da Rocha, seu carro capotou por várias vezes e o cantor ficou preso às ferragens, não conseguindo sair do veículo que se incendiou em seguida, Paulo César conseguiu escapar com ferimentos, João Paulo morreu carbonizado, decretando assim, o fim da dupla que estava no auge da carreira.
O enterro foi realizado em sua cidade natal (Brotas), e milhares de pessoas participaram, até duplas sertanejas como Chitãozinho & Xororó, Leandro & Leonardo e Zezé di Camargo & Luciano (amigos do cantor) estiveram presentes para despedida, João Paulo deixou a esposa Roseni Barbosa dos Santos Reis e sua única filha Jéssica Renata dos Reis, na época com 6 anos.
No mesmo ano, o show Amigos produziu uma bandeira com uma pintura do cantor, feita em homenagem a ele, com Daniel cantando duas canções: Canção da América com Chitãozinho & Xororó, Leandro & Leonardo e Zezé Di Camargo & Luciano e Te Amo Cada Vez Mais com Leandro, Chitãozinho e Luciano. Mesmo depois de perder o amigo e parceiro, o sucesso não parou para Daniel, que continuou na carreira solo.
Ao completar 30 anos de carreira em abril de 2013, Daniel gravou o DVD ao vivo Daniel 30 Anos: O Musical, no Credicard Hall em São Paulo, com uma homenagem ao parceiro durante a canção Te Amo Cada Vez Mais, com as últimas imagens do amigo saindo do hotel em São Bernardo do Campo rumo à sua cidade natal, pouco antes do acidente. Em 2023, comemorando 40 anos de carreira, Daniel gravou o DVD Daniel 40 Anos: Celebra João Paulo & Daniel, que trouxe o repertório da dupla com 21 participações especiais, além da filha de João Paulo, Jéssica dos Reis.

## Discografia
- 1985: Amor Sempre Amor - 25 mil de cópias
- 1987: Planeta Coração- 50 mil de cópias
- 1989: João Paulo & Daniel Vol. 3 - 90 mil de cópias
- 1992: João Paulo & Daniel Vol. 4 - 90 mil de cópias
- 1993: João Paulo & Daniel Vol. 5 - 250 mil de cópias
- 1995: João Paulo & Daniel Vol. 6 - 250 mil de cópias
- 1996: João Paulo & Daniel Vol. 7 - 500 mil de cópias
- 1997: João Paulo & Daniel Vol. 8 - 850 mil de cópias
- 1997: Ao Vivo - 1,1 milhão de cópias

## Curiosidades
- A placa do BMW de João Paulo era CJP-0008, iniciais de "Cantor João Paulo"; o número 0008 era uma referência ao oitavo - e último - disco da dupla.
- Daniel revelou, certa vez, que a música preferida de João Paulo era 'Poeira da Estrada', composição dele e de Rick Sollo, então integrante da dupla Rick & Renner.
- No início da carreira a dupla sofreu várias dificuldades; uma delas foi o preconceito racial, pelo fato de João Paulo ser negro.
- João Paulo deixou uma filha, Jéssica Renata dos Reis, que seguiu a carreira de veterinária.[1]
- Em 19 de janeiro de 2017, durante show realizado em Brotas, o cantor Daniel fez um dueto com a filha de João Paulo, Jéssica dos Reis.[5]
- Em 17 de abril de 2021, o cantor araranguaense Iago Borges lançou o EP "Mais Perto"[6] ao lado de Jéssica dos Reis, o disco foi produzido em Portugal,[7] teve a produção de Junior Amaral e está em todas plataformas digitais.